# 2D (computação gráfica)

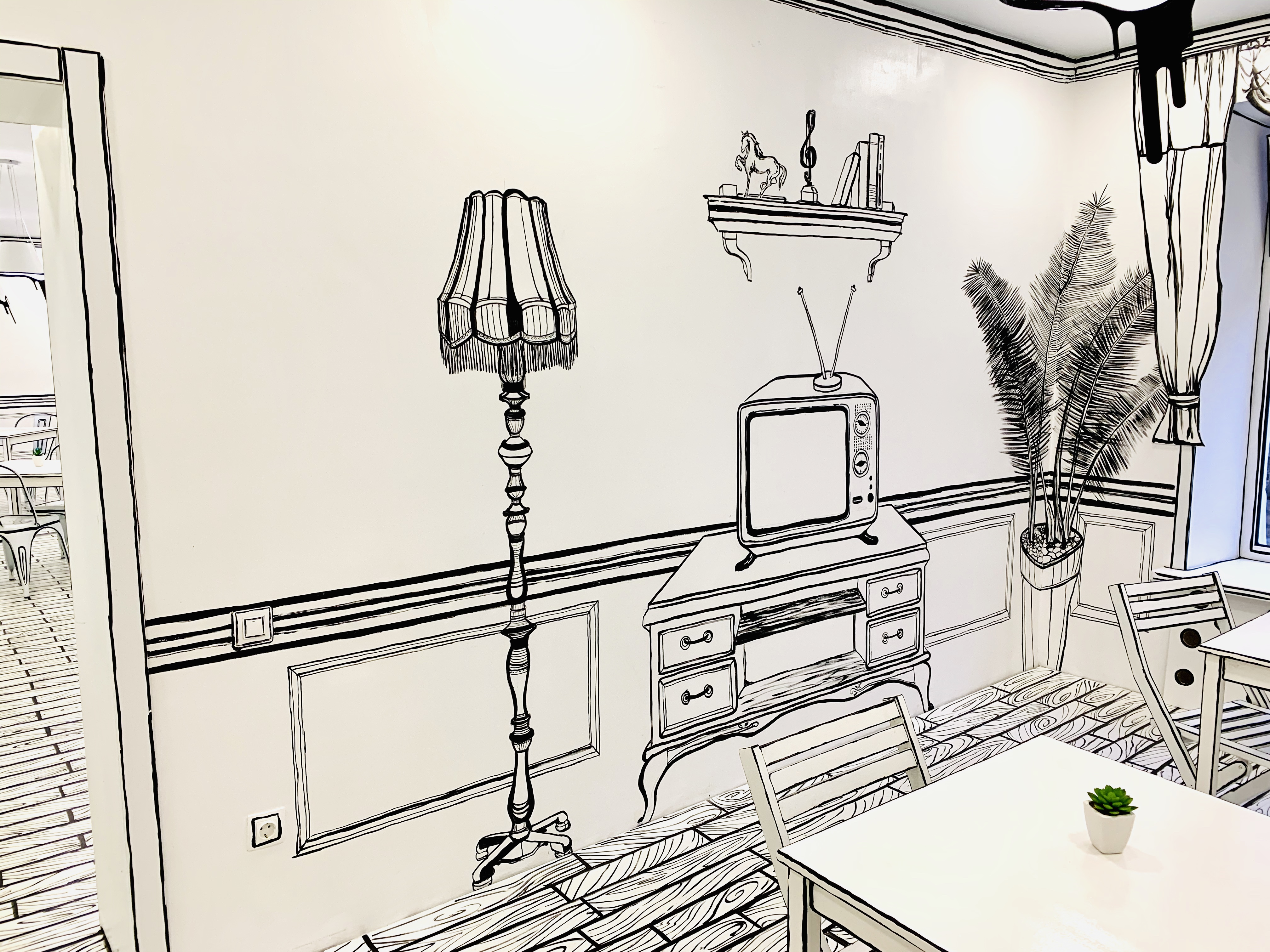
Fotografia em 2D da cafeteria "Café Royal" em Voronej, destacando o ambiente menor, datada de dezembro de 2019

2D em computação gráfica são usualmente chamados os objetos e entidades com duas dimensões. Sua movimentação é limitada para até dois sentidos: vertical e horizontal.
Se constituem de largura e comprimento. O 2D significa uma tela plana constituída apenas de frente e trás, sem laterais, e é também o mais famoso tipo usado em todo tipo de eletrónico como televisões, celulares, jogos, filmes e todo outro tipo, formando assim a tela.

## Jogos eletrônicos
Computação Gráfica em 2D é amplamente usada para jogos eletrônicos. Seu uso é observado desde os jogos e franquias das primeiras gerações de jogos eletrônicos como Pac-Man, Space-Invaders, Mário e Sonic até as gerações mais recentes como Tibia, entre outros.
O 2D foi largamente utilizado nos jogos eletrônicos das décadas de 60, 70, 80, 90 por sua simplicidade e tamanho pequeno, já que na época um cartucho para SNES (por exemplo) cabia apenas 14 KB.